# Stefanie Grob
Stefanie Grob (* 14. Dezember 1975 in Bern) ist eine Schweizer Autorin und Slam-Poetin. Sie gilt als eine Vorreiterin der Schweizer Spokenword-Szene. Stefanie Grob dichtet und performt vorwiegend in Mundart. Sie wurde wegen ihres «hohen Words-per-Minute-Levels» als «schnellste Bernerin der Welt» bezeichnet.

## Leben
Anfangs bis Mitte der 2000er-Jahre begann Stefanie Grob als Slam-Poetin, gewann dabei viele Wettbewerbe und gelangte allmählich in den etablierten Literaturbetrieb, nicht zuletzt als frühes Mitglied der ersten Schweizer Spokenword-Formation «Bern ist überall».
Seit 2006 ist Stefanie Grob regelmässig auf Radio SRF 1 zu hören, erst in der unterdessen eingestellten Sendung «Morgengeschichte», seit 2009 als Stimme der Satiresendung «Zytlupe». Dazu tourt sie solo und in mehreren Gruppen auf Schweizer Theater-, Kabarett- und Kleinkunstbühnen.
Stefanie Grob lebt mit ihrem Partner und ihren drei Kindern in Zürich.

## Veröffentlichungen

### Bücher
- Inslä vom Glück, Der gesunde Menschenversand, Luzern 2014, ISBN 978-3-905825-80-0.[5]
- Budäässä, Der gesunde Menschenversand, Luzern 2020, ISBN 978-3-03853-102-9.[6][7][8]

Sie ist in diversen Anthologien mit Texten vertreten z. B. in Wienachtsgschichte, Cosmos Verlag, 2014 und Gruss aus der Küche – Texte zum Frauenstimmrecht, Rotpunktverlag, 2020.

### Theater
Stefanie Grob ist Absolventin des Dramenprozessors (2002/03) und schrieb diverse Theaterstücke, die unter anderem im Theater an der Winkelwiese Zürich, im Schlachthaus Theater Bern, im Stadttheater Bern, im Centre Culturelle Suisse in Paris, am Hamburger Schauspielhaus und am Schauspielhaus Zürich gezeigt wurden.

### Spokenword
Grob war eine der ersten Slam-Poetinnen der Schweiz, auf den Bühnen seit 2002, mit der Gruppe «Bern ist überall» seit 2005.
2015/2016 zeigte Stefanie Grob zusammen mit der Gruppe DIE ELTERN das Programm «pränatal bis postpubertär».
2018 präsentierte sie ihr erstes abendfüllendes Programm mit Sibylle Aeberli, in Zusammenarbeit mit Meret Matter und als Co-Produktion mit dem «sogar theater» Zürich unter dem Titel «Schlaflos – ich wach mich kaputt».
Ab 2021 touren Aeberli Grob mit ihrem zweiten Abend «Stimmt!» in dem es unter anderem um das Frauenstimmrecht in der Schweiz geht. Ein theatral-musikalischer Spokenword-Abend, ebenfalls in Zusammenarbeit mit Meret Matter.

## Preise
Grob erhielt mehrere Preise, darunter 2014 den Literaturpreis der Stadt Zürich für «Inslä vom Glück» und 2013 den Gottfried-Keller-Preis mit «Bern ist überall», daneben auch Stipendien wie z. B. das Lydia Eymann-Stipendium, Langenthal.